# 光田有志
光田 有志（みつだ ゆうし、2000年5月30日 - ）は、日本のアナウンサー。テレビ静岡（SUT）所属。

## 経歴
光田有志は大阪府で生まれ、幼少期をアメリカ、東京、台湾で過ごし、国際的な視野を持つ。上智大学総合グローバル学部に進学し、アナウンス技術を学ぶ。大学では、フラダンスイベント「Ka Pilina Hula Festival」の司会や、ハンドボール大会の実況などの経験を積み、実践的なスキルを身につけた。
学生時代はフジテレビアナトレの「選抜クラス」やテレビ朝日アスクにも通い、アナウンサーとしての基礎を学んだ。2024年にテレビ静岡に入社し、報道やスポーツの分野で活動を始める。

## 出演番組
光田有志はテレビ静岡に所属し、以下の番組で活躍している。
- 『ただいま！テレビ』 – フィールドリポーター  地元のニュースや地域情報をリポートする。特に静岡の観光地やイベントを紹介し、視聴者と地域を繋げる役割を担っている。
- 『ドレみ〜る』 – 番組紹介担当  テレビ静岡の様々な番組を紹介する役割を担い、局内で放送される番組の内容を視聴者に伝える。
- スポーツ中継（例：ジュビロ磐田 vs 清水エスパルスのルヴァンカップ） – ピッチサイドリポーター  サッカーの試合中継でピッチサイドから実況やインタビューを担当し、試合の臨場感を伝える。

## 主な取材・中継

### 社会・地域リポート
- 2024年8月：新幹線運休に伴う静岡駅の混乱状況取材  台風や大雨による影響で、新幹線運休に伴う静岡駅の混乱状況を取材し、生中継を行った。現地の様子や影響を受けた利用者の声を伝え、冷静な実況が評価された。
- 『ただいま！テレビ』街頭・地域密着取材（2024年〜現在）  地元の観光地、店舗、地域イベントなどを取材し、視聴者に地域の魅力を紹介する。また、地元の人々と直接対話し、地域の声を届ける。

### イベント・文化取材
- 2025年5月：第63回静岡ホビーショー（ツインメッセ静岡）  国内最大級の模型展示会を取材し、注目の新製品や来場者インタビューを英語で行った。国際的な視点を持ち、英語を駆使して取材する能力を発揮した。
- 学生時代：Ka Pilina Hula Festival（フラダンス大会）司会  大学時代、フラダンスイベント「Ka Pilina Hula Festival」の司会を担当。この経験により、ライブイベントでの進行やアナウンス技術を磨いた。

### スポーツ中継・実況
- 2024年：ルヴァンカップ『ジュビロ磐田 vs 清水エスパルス』ピッチサイドリポーター  静岡ダービーとなるジュビロ磐田と清水エスパルスの試合を取材。ピッチサイドから選手インタビューや試合の模様を伝え、視聴者に臨場感あふれる中継を届けた。
- 学生時代：U-15ジュニアセレクトカップ実況[3]  徳島県で開催された「U-15ジュニアセレクトカップ」の本大会予選6試合を実況。試合は「動画時代」という媒体で配信され、YouTubeでも視聴可能。この実況を通じて若手選手の成長を伝える役割を果たした。